# Hortia coccinea
Hortia coccinea là một loài thực vật có hoa trong họ Cửu lý hương. Loài này được Spruce ex Engl. mô tả khoa học đầu tiên năm 1874.